# Antonius Nicolescu
Antonius Nicolescu (* 17. August 1946 in Bukarest; nach anderen Quellen in Slatina) ist ein rumänischer Opernsänger (Tenor).

## Leben
Nicolescu absolvierte ein Gesangsstudium am Konservatorium in Bukarest; sein Lehrer war der bekannte rumänische Tenor Mihail Știrbei. 1971 debütierte er als Wladimir in der Oper Fürst Igor an der Opera Națională București, welcher er in den folgenden Jahren als „Erster Lyrischer Tenor“ angehörte. In dieser Zeit gab er internationale Gastspiele an der Nationaloper Athen, an der Berliner Staatsoper und am Staatstheater Darmstadt. 1973 gewann er den Zweiten Preis beim Internationalen Gesangswettbewerb in ’s-Hertogenbosch.
In der Spielzeit 1980/81 übernahm er am Stadttheater Heidelberg mit „schlankem tragfähigen Tenor, Effetto und viriler Gestaltung“ den Turiddu in Cavalleria rusticana. In der Spielzeit 1980/81 sang er (als Gast) an der Deutschen Oper am Rhein in Düsseldorf den Alfredo in La Traviata; er sang „mit nicht allzu großer Stimme, wirkt[e] anfänglich sehr blaß, konnte sich aber später steigern, hatte trotzdem Mühe, neben diesen großen Stimmen [d.i. der beiden Partner] zu bestehen.“ In der Spielzeit 1980/81 sang Nicolescu am Staatstheater Darmstadt den Faust in einer Neuinszenierung der Gounod-Oper Margarethe (Premiere: März 1981); er „benötigte [jedoch] bis zum Gartenbild, sich und seinen dann recht flexibel – bis zum leuchtenden hohen C – eingesetzten Tenor freizusingen.“ In der Spielzeit 1980/81 übernahm er außerdem am Staatstheater Darmstadt „darstellerisch ungemein intensiv“ die Rolle des Des Grieux in einer Neuinszenierung der Massenet’schen Manon (Premiere: Oktober 1981); er gewann „seiner in der Höhe mühelos strahlenden Stimme bewegende lyrische Nuancen, aber auch leidenschaftliche Attacken“ ab. In der Spielzeit 1981/82 sang er dort dann, „passabel südländisch klingend“, die Rolle des Ismaele in Nabucco (Premiere: Dezember 1981). In der Spielzeit 1982/83 gastierte er am Theater Gießen als Don Ottavio in Don Giovanni; er verfügte über eine „exzellente Mezza voce“ und „markierte mit seinen ausdrucksvoll phrasierten Soli die Höhepunkte der Premiere.“ In der Spielzeit 1983/84 sang er am Staatstheater Darmstadt die Rolle des Ritters Hugo von Ringstetten in einer Neuinszenierung der Oper Undine (Premiere: Oktober 1983); sein „prächtiges Tenormaterial und seine technische Versiertheit“ konnte er in dieser Rolle jedoch „nicht ganz einbringen.“
Ab 1984 trat Nicolescu dauerhaft in Deutschland und in Westeuropa auf. Er war seit 1984 fest am Opernhaus Essen engagiert; von dort aus ging er weiterhin seiner umfangreichen Gastspieltätigkeit nach. Nicolescu war bis einschließlich der Spielzeit 1996/97 festes Mitglied am Opernhaus Essen. In der Spielzeit 1984/85 war er am Opernhaus Essen als Titelheld in Werther und als Baron Kronthal in einer Neuinszenierung der Lortzing-Oper Der Wildschütz zu hören. In der Spielzeit 1985/86 übernahm er dort den Herzog in einer Rigoletto-Neuinszenierung von Giancarlo del Monaco. In der Spielzeit 1985/86 sang er am Opernhaus Essen auch den Narraboth in einer Salome-Neuinszenierung und zeigte dabei „erstaunliche Strahlkraft“.
Zu seinem Repertoire gehörten insbesondere die lyrischen und jugendlich-dramatischen Tenorpartien, insbesondere im italienischen und französischen Fach: Ernesto in Don Pasquale, Graf Almaviva in Der Barbier von Sevilla, Titelrolle in Ernani, Alfredo in La Traviata,  (u. a. in der ), Alvaro in Die Macht des Schicksals, Rodolfo in La Bohème, die Titelrollen in Faust und Hoffmanns Erzählungen, Don José in Carmen und Nadir in Les pêcheurs de perles. Nicolescu sang aber auch verschiedene Mozart-Rollen (Don Ottavio in Don Giovanni, Tamino in Die Zauberflöte), außerdem Lyonel in Martha und das russische Repertoire (Lenski in Eugen Onegin).
In der Spielzeit 1985/86 gastierte er am Theater Heidelberg in der Rolle des Don Ottavio in Don Giovanni (Premiere: September 1985). Im Februar 1986 trat er mit dem Ensemble des Theaters Heidelberg bei einem La Bohème-Gastspiel als Rodolfo im Theater Heilbronn auf. In der Spielzeit 1985/86 gastierte er an den Städtischen Bühnen Münster als Herzog in Rigoletto. In der Spielzeit 1986/87 gastierte er an den Städtischen Bühnen Münster als Titelheld in Don Carlos und in der Titelpartie von Hoffmanns Erzählungen. In der Spielzeit 1987/88 sang er am Theater Heidelberg die Titelrolle der Oper Fra Diavolo (Premiere: Juni 1988); er war „ein Räuberhauptmann wie aus dem Bilderbuch: spielgewandt, galant, beweglich, mit tenoraler Attacke und [...] Bombenhöhen“. In der Spielzeit 1987/88 sang er in Münster den Arrigo in Die sizilianische Vesper, wo er „dem Publikumsbedürfnis nach Spitzentönen mit tenoraler Strahlkraft nachkam“. In der Spielzeit 1988/89 folgten dort dann als Premierenrollen Gustav III./Riccardo in Un ballo in maschera (Premiere: Oktober 1988) und Don José in Carmen (Premiere: Februar 1989); außerdem sang er in Repertoirevorstellungen (u. a. im November 1988) den Rodolfo in La Bohème.  In der Spielzeit 1988/89 sang am Stadttheater Trier die Titelrolle in einer Neuinszenierung der Oper Andrea Chénier; außerdem übernahm er dort, jeweils in einer Neueinstudierung, im Januar 1989 die Rolle des Pinkerton in Madama Butterfly und im April 1989 die Partie des Henri in Puccinis Einakter Der Mantel. In der Spielzeit 1989/90 gastierte er am Theater Trier als Manrico in Il trovatore, ebenfalls in einer Neuinszenierung (Premiere: März 1990). In der Spielzeit 1989/90 sang er am Stadttheater Gießen den Des Grieux in einer Neuinszenierung der Oper Manon Lescaut. In der Spielzeit 1989/90 sang er am Stadttheater Heidelberg den Herzog in einer Neuinszenierung von Verdis Oper Rigoletto. In der Spielzeit 1990/91 gastierte er am Saarländischen Staatstheater Saarbrücken in der Titelrolle der Oper Hoffmanns Erzählungen (Regie: Werner Saladin), in der er „mit seiner gut sitzenden Höhe alle Anforderungen gekonnt meisterte“. In der Spielzeit 1990/91 übernahm er am Stadttheater Trier die Rolle des Ismaele in Nabucco (Premiere: September 1990). Außerdem gastierte er in der Spielzeit 1990/91 am Stadttheater Trier auch in der Rolle des Cavaradossi in einer Tosca-Neuinszenierung (Premiere: April 1991). Den Cavaradossi sang er „mit größter Leichtigkeit und bestechender Sicherheit“ auch in der Wiederaufnahme in der Spielzeit 1992/93 (WA: März 1993). In der Spielzeit 1994/95 übernahm er am Stadttheater Trier den Herzog in der Rigoletto-Neuinszenierung von Andrea Raschèr.
Er trat außerdem an der Vlaamse Opera in Antwerpen (1987, als Rodolfo), an der Opéra Bastille (1992, als Hoffmann in dt. Sprache in einer sonst frz.-sprachigen Produktion, kurzfristig als Einspringer für den indisponierten Neil Shicoff), bei den Heidelberger Schlossfestspielen (1990 als kurzfristiger Einspringer und nochmals 1993, jeweils als Turiddu), am Stadttheater Bern (Spielzeit 1992/93 als Don José in einer Neuproduktion; 1995 als Gösta Berling in I cavalieri di Ekebù von Riccardo Zandonai; 1995 als Pinkerton in Madama Butterfly; 1998 als Maurizio in Adriana Lecouvreur), am Staatstheater Hannover (als Lyonel in Martha), an der Hamburgischen Staatsoper (1996, als Don José) und am Staatstheater Schwerin (1997, als Manrico in Il trovatore) auf. 1996 sang er den Don José am Opernhaus Gera. Von 1997 bis 2000 hatte er einen ständigen Gastvertrag an den Bühnen der Stadt Gera und am Landestheater Altenburg.
Neben seiner Operntätigkeit trat Nicolescu auch umfangreich als Konzertsänger hervor. 1986 trat er im Kongresszentrum Davos in einem Gedenkkonzert für den kurz zuvor verstorbenen italienischen Operntenor Mario del Monaco auf. 1989 sang er mit der Messiaskantorei Hannover das Verdi-Requiem in bei einem Gastspiel in Stadthagen.
Nicolescu absolvierte auch mehrere Fernsehauftritte. 1973 wirkte er beim Rumänischen Fernsehen in einer Produktion der Oper La vida breve mit. 1980 war er Gast bei Heinz Schenk in der Sendung Zum Blauen Bock. Nicolescu trat auch am 29. Januar 1983 in Ludwigshafen am Rhein gemeinsam mit Grit van Jüten als Gast in der ARD-Samstagabendshow Einer wird gewinnen auf. Am 20. April 1985 trat er in Salzburg nochmals bei Einer wird gewinnen auf.
Antonius Nicolescu lebt mit seiner Ehefrau Barbara Egel-Nicolescu in Müllheim im Markgräflerland. Er ist Vater von zwei Töchtern.